# Kol Oto
Kol Oto is een bestuurslaag in het regentschap Timor Tengah Selatan van de provincie Oost-Nusa Tenggara, Indonesië. Kol Oto telt 357 inwoners (volkstelling 2010).